# 埃森莱尔
埃森莱尔（土耳其語：Esenler）是土耳其伊斯坦堡的39個區之一，位於博斯普魯斯海峽以西的歐洲部份，面積19平方公里，人口444,561人。

埃森莱尔